# Sol sobre a Lama
Sol Sobre a Lama é um filme de drama produzido no Brasil dirigido por Alex Viany e lançado em 1963.

## Elenco[2]
| Ator/Atriz      | Personagem     |
| --------------- | -------------- |
| Geraldo Del Rey | Valente        |
| Gessy Gesse     | Jurami         |
| Glauce Rocha    | Pureza         |
| Othon Bastos    | Moreno         |
| Antônio Pitanga | Bom Rojão      |
| Milton Gaucho   | João Costeleta |
| Carlos Lima     | Jaca Mole      |
| Tereza Rachel   | —              |